# Avenue de la Porte-de-Clignancourt
L'avenue de la Porte-de-Clignancourt est une voie du 18e arrondissement de Paris, en France.

## Situation et accès
L'avenue de la Porte-de-Clignancourt est une voie publique située dans le 18e arrondissement de Paris. Elle débute au 106, boulevard Ney et se termine rue Jean-Henri-Fabre et rue du Professeur-Gosset. Dans son prolongement se situe l'avenue Michelet à Saint-Ouen-sur-Seine.

## Origine du nom

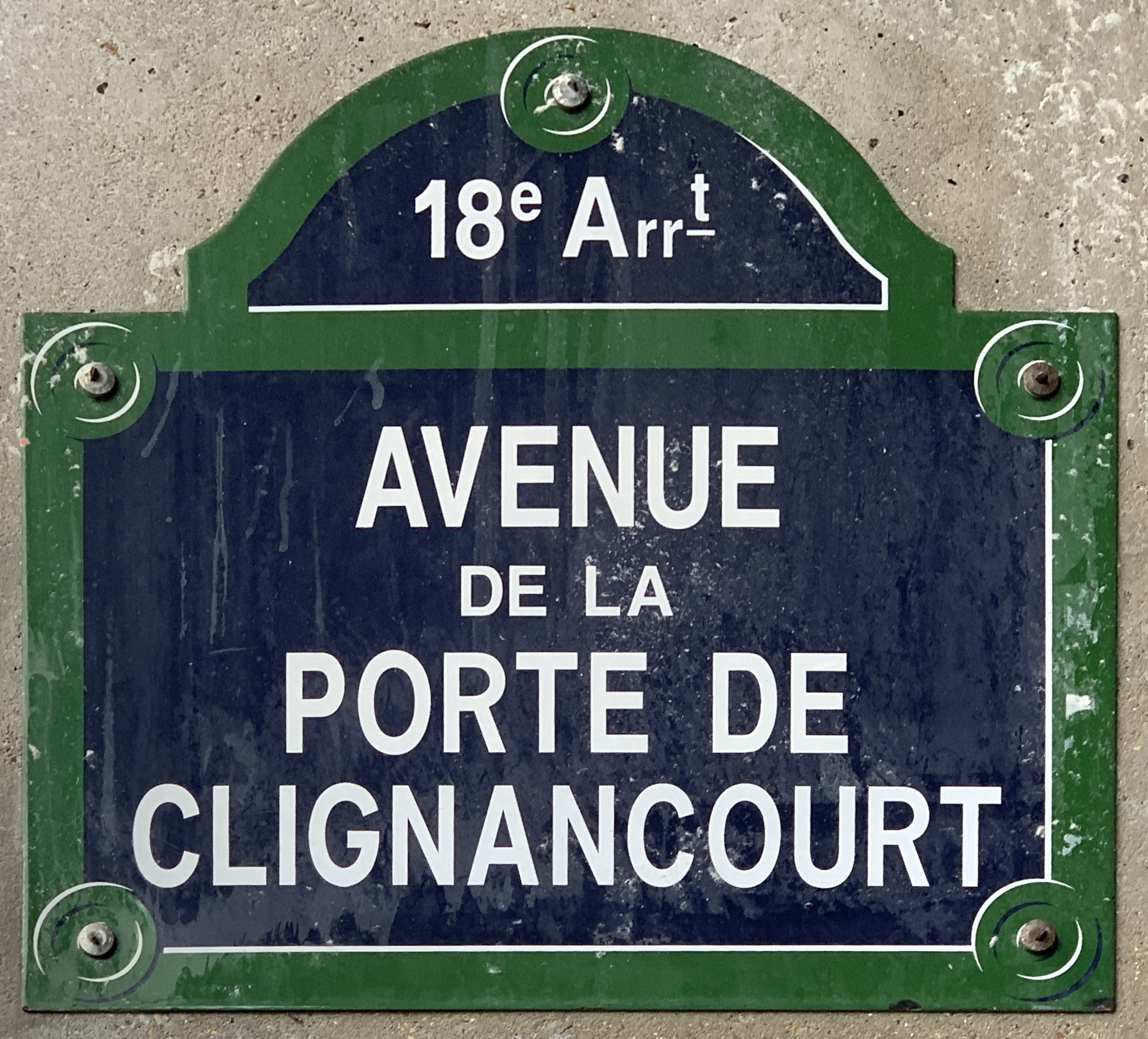
Plaque de l'avenue.

Elle porte ce nom car elle est située en partie sur l'emplacement de l'ancienne porte de Clignancourt de l'enceinte de Thiers à laquelle elle mène.

## Historique
La voie a été créée en 1931. La partie située entre le boulevard Ney et la limite des fortifications a été aménagée entre les bastions nos 36 et 37 de l'enceinte de Thiers. Le prolongement faisait partie de l'avenue Michelet à Saint-Ouen et a été annexé par la ville de Paris en 1930.